# De la vérité
De la vérité (en latin : De veritate) est un ouvrage du théologien et philosophe Thomas d'Aquin qui regroupe 29 questions sur la vérité, et 253 articles de réponses. Ces questions disputées correspondent aux premières disputes dirigées par Thomas d’Aquin en tant que maître en théologie à l’université de Paris au cours de l’année universitaire 1256-1257, alors que Thomas d'Aquin était jeune professeur. Il y expose les différents modes du vrai selon l'être.

## Présentation générale
De la vérité est rédigé sur le modèle des quaestiones disputatae, à savoir des questions énumérées qui trouvent une réponse sous forme d'articles. Thomas d'Aquin tient ses questions disputées en public, dans un milieu universitaire. On y trouve une propédeutique syntaxique des termes métaphysiques  à la Somme Théologique, qui sera rédigé quelques années plus tard.
On y trouve également les premiers développements de Thomas d'Aquin concernant l'Intelligence divine, la Trinité, ainsi que les éléments fondamentaux de la théorie de la connaissance thomiste, ainsi que les premières considérations sur l'âme et le corps.
Les questions disputées prennent la forme de questions fort semblables aux articles de la Somme théologique.